# Sistema complejo
Un sistema complejo está compuesto por redes multicapa que coevolucionan, es decir, las interacciones y los estados de los elementos de estas redes cambian de forma interdependiente a lo largo del tiempo. Estas interacciones no solo generan comportamientos emergentes inesperados, sino que también producen información adicional derivada de la dinámica conjunta de sus componentes, imposible de inferir únicamente a partir de las propiedades individuales de cada elemento.
En contraposición, un sistema «complicado» también está formado por varios elementos, pero los elementos son independientes durante el tiempo. Es decir que nos basta con saber cómo funciona cada una de ellas para entender el sistema. En cambio, en un sistema complejo, las relaciones entre los elementos cambian en función de sus estados y del contexto, lo que implica la existencia de variables ocultas o dinámicas internas que dificultan su comprensión mediante métodos analíticos tradicionales. Por ello, describir un sistema complejo requiere no solo entender las partes individuales, sino también las interacciones entre ellas y el comportamiento del sistema en su conjunto.
Algunos ejemplos de sistemas complejos son: el clima global de la Tierra, el cerebro humano, infraestructura como la red eléctrica, organizaciones sociales y económicas como las ciudades, y en última instancia el cosmos entero.
En los últimos años ha surgido, en prácticamente todos los campos del ámbito científico, una importante transformación conceptual y metodológica relacionada estrechamente al estudio de los llamados fenómenos no-lineales, cuyo análisis se engloba, parcialmente, dentro de los llamados sistemas complejos. Como parte de esta nueva visión, se ha puesto en evidencia que diversas propiedades espacio-temporales de los sistemas complejos surgen espontáneamente a partir de interacciones de los elementos constituyentes, en escalas de tiempo y longitud considerablemente mayores que las escalas donde ocurren dichas interacciones.
Estudios recientes se han enfocado en el tratamiento de modelos no lineales para comprender ecuaciones elípticas completamente no lineales, conteniendo términos de orden cero que las hacen impropias. Concretamente, analizan aspectos relacionados con la existencia y la unicidad o, al contrario, infinidad de soluciones positivas.
En la teoría del electromagnetismo se analizan las ecuaciones de Maxwell para campos electromagnéticos cuasiestacionarios, el modelo puede ser analizado como una ecuación parabólica no lineal en una zona acotada del dominio correspondiente, y la ecuación de Laplace en la región exterior no acotada; ambas ecuaciones están acopladas mediante condiciones de propagación sobre la interfase de interés.
Una situación en la que aparece una ecuación completamente no lineal es en el juego Tug-of-War (tira y afloja). Juego de suma cero para dos jugadores, es decir, hay dos rivales y las ganancias totales de cada uno de ellos suponen las pérdidas de su oponente. Por tanto, uno de ellos, por ejemplo, el jugador I, jugará tratando de obtener el máximo beneficio mientras que el jugador II intentará minimizar el beneficio del jugador I (o, dado que el juego es de suma cero, maximizar el suyo propio). Este tipo de juegos de tira y afloja aleatorios han sido estudiados en conexión con algunos problemas de EDP (ecuaciones en derivadas parciales). Pueden encontrarse otros juegos en relación con el estudio de ecuaciones degeneradas. La conexión del juego con infinito Laplaciano es mediante el principio de programación dinámica del juego.
El término sistemas complejos a menudo se refiere al estudio de sistemas complejos, que es un enfoque científico que investiga cómo las relaciones entre las partes de un sistema dan lugar a sus comportamientos colectivos y cómo el sistema interactúa y forma relaciones con su entorno. El estudio de los sistemas complejos considera los comportamientos colectivos, o de todo el sistema, como el objeto fundamental de estudio; por esta razón, los sistemas complejos pueden entenderse como un paradigma alternativo al reduccionismo, que intenta explicar los sistemas en términos de sus partes constituyentes y las interacciones individuales entre ellas.
Como un dominio interdisciplinario, los sistemas complejos reciben contribuciones de muchos campos diferentes, como el estudio de la autoorganización y los fenómenos críticos de la física, el orden espontáneo de las ciencias sociales, el caos de las matemáticas, la adaptación de la biología, y muchos otros. Por lo tanto, sistemas complejos se utiliza a menudo como un término amplio que abarca un enfoque de investigación para problemas en muchas disciplinas diversas, incluyendo física estadística, teoría de la información, dinámica no lineal, antropología, ciencias de la computación, meteorología, sociología, economía, psicología y biología.

## Propiedades de sistemas complejos
Aunque no hay consenso en cuanto a la definición de sistemas complejos, todos ellos comparten varias propiedades claramente identificables. Estas características desafían los supuestos básicos de las teorías tradicionales (tales como agentes independientes (i.i.d.), o patrones fijos de crecimiento, etc.). Entre ellas se destaca que los sistemas complejos consisten en entes:
- Conectados[11][12]
- Interdependientes[13]
- Diversos[14]
- Adaptativos[15]
- Dependientes del camino[16]
- Emergentes (no-linealidad multinivel)[17][18]

## Límites
Los sistemas complejos presentes en la «realidad empírica» no tienen límites precisos en su extensión física ni en su problemática. Ante esta situación, es necesario colocar límites casi de forma arbitraria para poder definir el sistema de interés. Esto ocasiona que se deban realizar dos consideraciones: (1) la definición de los límites se debe realizar de tal forma que se reduzca lo máximo posible la arbitrariedad en el recorte que se está empleando; (2) las interacciones bidireccionales del sistema, tomando en cuenta lo que está englobado por la frontera (lo que queda adentro) con su medio externo o entorno (lo que queda afuera).
Cuando se habla de «límite» y se incluyen los correlativos «adentro» y «afuera», no se trata únicamente de fronteras físicas, sino que se incluye también la problemática que se va a estudiar y el método conceptual que se maneja, así como el tipo de fenómeno con su escala espacial y  temporal.
"Dejar afuera" del sistema algún elemento no significa necesariamente que se deba despreciar. Cuando la parte externa del sistema interactúa con lo que se encuentra dentro de los límites, se toma a consideración en las condiciones de contorno o condiciones en los límites. Y estas condiciones se especifican como flujos, los cuales pueden ser de materia, de energía, de créditos, de información, etc. Para tales flujos, la característica que debe tener mayor importancia es la velocidad de cambio. La velocidad de cambio guarda relación directa con la escala de tiempo de los fenómenos que se desean estudiar. Cuando los cambios en las condiciones que se encuentran en los límites son muy lentos con respecto a la escala de tiempo, se pueden emplear aproximaciones con representaciones constantes; por otro lado, si las condiciones varían o tienen fluctuaciones significativas en esa escala temporal, se requiere estudiar detenidamente esas variaciones, ya que estas pueden llevar a cambios significativos en el sistema en conjunto.

## Ejemplos
Un ejemplo típico de sistema complejo es la Tierra. La Tierra está formada por varios sistemas que la describen:
- Campo gravitatorio.
- Campo magnético.
- Flujo térmico.
- Ondas elásticas.
- Geodinámica.
- Humanidad.

Cada uno de estos sistemas está bien estudiado, pero desconocemos la forma en que interactúan y hacen evolucionar el sistema «Tierra». Hay, pues, mucha más información oculta en esas interrelaciones de sistemas.
Otros sistemas complejos típicos son:
- El tiempo atmosférico
- La geodinámica: terremotos y volcanes
- Los ecosistemas
- Los seres vivos
- La conciencia
- Las sociedades
- Las ciudades

### Libros
- Teoría y ejercicios prácticos de Dinámica de Sistemas
- Complejidad y Caos
- García, Rolando (2009). Sistemas complejos. Gedisa, S. A. ISBN 9788497841641.

### Revistas
- Boletín de Dinámica de Sistemas
- Revista de Dinámica de Sistemas

### Organizaciones
- Center for Social Complexity - George Mason University
- System Dynamics Society
- MIT System Dynamics Group
- New England Complex Systems Institute
- The Systems Thinker
- University of Bergen System Dynamics Group
- Santa Fe Institute
- Max Planck Institute for the Physics of Complex Systems
- Instituto de Investigaciones en Matemáticas Aplicadas y en Sistemas (IIMAS)
- Instituto de Física Interdisciplinar y Sistemas Complejos (IFISC)

### Personalidades
- Edgar Morin
- HAVING TO BE Archivado el 5 de junio de 2020 en Wayback Machine. – artículo de Ricardo Costa sobre la preservación de la Tierra destacando las ideas de Edgar Morin

### Videos
- ¿Qué son los sistemas complejos?
- Sistemas complejos (Documental)
- SISTEMAS: Organizaciones, complejidad y Caos

- Datos: Q854457
- Multimedia: Complex systems / Q854457